# 秋枫洞
秋枫洞是中国广东省广州市从化区的一个自然村。在太平镇东南面约2.6千米，是秋枫村的驻地。关于秋枫洞的名称有个传说：外乡人罗九仔于油罗洞山上建坟，形如“壁上挂灯”，致使村中出现鸡不鸣、狗不吠、村民生活不安的异象。钟姓村民为破解困局，聘请地师将村名改为秋枫洞，取断油灭灯之意。不久，山坟崩毁，村子便恢复安宁。1998年时，全村人口1086人。